# 李鐵軍
李鐵軍（1903年-2002年），原名培元，廣東省梅州市梅縣區人。黃埔軍校第一期畢業，國民革命軍中將。

## 生平
李鐵軍於黃埔軍校畢業後參加北伐戰爭，歷任黃埔教導第二團排長，第一師第三團連、營、團長。1930年任第一師第一旅少將旅長，第一師副師長。1936年2月任陸軍第九十五師師長。1937年4月24日調任第一師師長。
1937年8月參加淞滬會戰，在吳淞、寶山、月浦一帶抗擊日軍。1937年12月1日接任胡宗南第一軍軍長職，李鐵軍升任第一軍中將軍長。1938年7月調任第七十六軍軍長，1942年6月升任第三十七集團軍副總司令兼第七十六軍軍長，驻四川泸州。1943年11月升任第三集團軍中將總司令。
1944年3月以第四十二軍杨德亮任军长和新編第二軍編成第二十九集團軍，任第二十九集團軍中將總司令兼新編第二軍軍長，駐防甘肅河西走廊。1944年春奉委令，29集团军开入新疆，驻守在南疆一线，集团军总司令部设在迪化，中蘇伊犁之戰爆發，冰天雪地奮戰二年餘，保衛新疆領土。1946年4月李鐵軍兼任甘肅河西警備總部總司令，維護治安。
1947年胡宗南抽調整編第三師、整編第十五師、二Ο六師等部隊會同洛陽守軍共八個旅，組成第五兵團，以李鐵軍為司令官；九月，國民黨和三青團合併成立新的國民黨第六屆中央執行委員，他被選為中央監察委員會委員。1947年12月第五兵團在河南省西平縣西南方的祝王村寨、金剛寺一帶被圍，李鐵軍率少數殘部突圍而去。
1949年轉至海南島防衛，任海南防衛總部副司令兼第二路軍（北线兵团）司令，兼任国民革命军第六十二军军长。海南撤防前往臺灣；1950年5月到台湾，任国民党中央监察委员，国防部中将部员。後與夫人隨子女移居美國。

## 晚年
1980年1月，蔣經國致函李鐵軍：

「鐵軍先生道鑒久疏存候又值新春
先生追隨
領袖久著賢勞當前國步維艱甚望多承匡教際茲春節尤深關懷特函致候藉頌
春釐
蔣經國拜啟 民國六十九年元月 日」

1997年，李鐵軍曾回廣州探望分別了47年的兩個女兒。2002年6月9日逝世，葬於美國加州聖荷西。

### 外部連結
- 海南岛战役（含中文地圖與照片）
- 鐵廬隨筆 （页面存档备份，存于）（史料論述）
- 李鐵軍將軍年表 （页面存档备份，存于）